# Rémi Sainte-Marie
Rémi Joseph Gustave Sainte-Marie MAfr (* 11. Januar 1938 in La Minerve, Québec; † 18. Juni 2022 in Montreal) war ein kanadischer Ordensgeistlicher und römisch-katholischer Erzbischof von Lilongwe in Malawi.

## Leben
Rémi Sainte-Marie besuchte die Schulen in Mont-Laurier und Montreal. Im August 1958 trat Sainte-Marie der Ordensgemeinschaft der Weißen Väter bei. Nachdem er das Noviziat absolviert hatte, studierte er von 1959 bis 1963 Philosophie und Katholische Theologie in Eastview. Er legte am 23. Juni 1962 in Eastview die Profess ab und empfing am 29. Juni 1963 in La Minerve das Sakrament der Priesterweihe.
1963 wurde Rémi Sainte-Marie als Missionar nach Malawi entsandt. Dort war er zuerst zehn Jahre als Lehrer am Kleinen Seminar St. Kizito in Dedza tätig, bevor er dessen Rektor wurde. Daneben erwarb er 1971 an der Universität Laval in Québec mit der Arbeit La formation des catéchistes au Malawi en fonction de l’enseignement religieux („Die Ausbildung von Katecheten in Malawi im Hinblick auf den Religionsunterricht“) ein Lizenziat im Fach Religionspädagogik. Von 1981 bis 1984 war Sainte-Marie Superior der Niederlassung der Weißen Väter in Ottawa. Danach kehrte er wieder nach Malawi zurück und wirkte am interkongregationalen Priesterseminar in Ludzi. Von 1988 bis 1990 war er Pfarrer in Mkanda und Provinzialrat seiner Ordensgemeinschaft. Nach einem Sabbatical in Jerusalem wurde Rémi Sainte-Marie Pfarrer in Nkhotakota. Von 1991 bis 1994 war er als Assistent des Provinzials tätig, bevor er Distriktsuperior für Malawi innerhalb der Ordensprovinz Malawi, Mosambik und Südafrika der Weißen Väter wurde.
Am 14. Februar 1998 ernannte ihn Papst Johannes Paul II. zum Titularbischof von Molicunza und zum Weihbischof in Dedza. Die Bischofsweihe spendete ihm der Apostolische Pro-Nuntius in Malawi, Erzbischof Giuseppe Leanza, am 9. Mai desselben Jahres in der Kathedrale Holy Family in Bembeke; Mitkonsekratoren waren Gervazio Moses Chisendera, Bischof von Dedza, und Felix Eugenio Mkhori, Bischof von Chikwawa.
Papst Johannes Paul II. bestellte ihn am 27. Oktober 2000 zum Bischof von Dedza. Am 18. Februar 2006 ernannte ihn Papst Benedikt XVI. zum Koadjutorbischof von Lilongwe. Vom 18. Februar 2006 bis zum 4. Juli 2007 leitete Rémi Sainte-Marie zusätzlich das Bistum Dedza während der Zeit der Sedisvakanz als Apostolischer Administrator. Nach der Emeritierung Felix Eugenio Mkhoris folgte er diesem am 4. Juli 2007 im Amt des Bischofs von Lilongwe nach. Mit der Erhebung des Bistums Lilongwe zum Erzbistum am 9. Februar 2011 wurde Sainte-Marie erster Erzbischof von Lilongwe. In der Malawischen Bischofskonferenz fungierte Rémi Sainte-Marie als Vorsitzender der Entwicklungshilfekommission (bis 2011) und der Kommission für die finanziellen Angelegenheiten. Ab 2011 leitete er zudem das katholische Sekretariat der Bischofskonferenz und gehörte dem Verwaltungsrat des interdiözesanen Priesterseminars St. Peter in Zomba an. Ferner war Sainte-Marie zeitweise Delegat der Malawischen Bischofskonferenz bei der Vereinigung der Bischofskonferenzen Ostafrikas (AMECEA).
Am 3. Juli 2013 nahm Papst Franziskus seinen altersbedingten Rücktritt an. Danach lebte Rémi Sainte-Marie zunächst in Salima und ab 2015 in Rom. Zuletzt hielt er sich für eine medizinische Behandlung in Montreal auf, wo er am 18. Juni 2022 starb.

## Schriften
- La formation des catéchistes au Malawi en fonction de l’enseignement religieux. 1971, OCLC 1131424443.